# جستين الأول
جستين الأول (بالإنجليزية: Justin I) كان إمبراطور الإمبراطورية الرومانية الشرقية منذ 518 حتى 527. تدرج جستين في المناصب العسكرية ليصير قائد الحرس الإمبراطوري، وعند وفاة الإمبراطور أناستاسيوس الأول، تخطى جستين الأول منافسيه وانتُخب خلفًا له، على الرغم من عمره المتقدم 70 عامًا. يتميز حكمه بإنشاء الإمبراطورية البيزنطية تحت حكم السلالة الجستينية، التي شملت ابن أخته جستينيان الأول وثلاثة من خلفائه. كانت عقيلته الملكة إيوفيميا.
عُرف جستين الأول بعقيدته المسيحية الأرثوذوكسية القوية. يسّر من إنهاء الانشقاق الأكياني بين الكنائس في روما والقسطنطينية، وتحسين العلاقات بين جستين والبابا. شدد جستين الأول خلال فترة حكمه على الطبيعة الدينية للحكم، ومرر العديد من المراسيم ضد جماعات مسيحية «غير أرثوذكسية». استخدم جستين الأول الدين كأداة لسياسته الخارجية. وسعى إلى تعزيز العلاقات مع الدول الواقعة على حدود الإمبراطورية، وتجنب الحرب حتى نهاية حكمه.

## الحياة المهنية الأولى
كان جستين فلاحًا، وربما امتهن تربية الخنازير، نشأ في منطقة داردانيا، جزءًا من ولاية إليريكم الامبراطورية. ولد جستين الأول في نجع باديريانا بالقرب من سكوبي (إسكوبية الحديثة، في مقدونيا الشمالية). ينحدر جستين الأول من أصل روماني تراقي أو روماني إيليري، وتحدث اللاتينية والإغريقية البدائية، وحمل اسمًا تراقيًا مثل أعضاء عائلته. تزوجت أخته فيجيلانتيا (ولدت في عام 455) من ساباتيوس وأنجبت طفلين: الإمبراطور اللاحق فلافيوس بتروس ساباتيوس يوستيانوس (جستينيان الأول) في 483 وفيجيلانتيا في عام 490. تزوجت فيجيلانتيا الصغيرة من دولسيسيماس وأنجبت ثلاث أطفال على الأقل: الإمبراطور المستقبلي جستين الثاني (ولد في 520)، واللواء المستقبلي مارسيليوس وبراجيكتا (ولد في 520) التي تزوجت عضو مجلس الشيوخ آريوبيندوس. 
كان له رفيقان في سن المراهقة، هرب معهما على إثر زحف بربري. لم يمتلك جستين والرفيقان أي شيء بعد لجوئهم إلى القسطنطينية، عاصمة الإمبراطورية الرومانية الشرقية، باستثناء ثياب لتغطية أجسادهم، وكيسًا يحتوي على خبز. كان جستين أميًا عند وصوله هناك، والتحق بحرس القصر المكون حديثًا، الذي أطلق عليه اسم الإكسبيتورز. عمل جستين في العديد من المناصب، وأغار ضد الإيساوريين وضد الساسانية الفارسية، وعُرف بالشجاعة. وعين أطربونًا بسبب قدرته الاستثنائية، ثم عين بمنصب كوميس وعضوًا في مجلس الشيوخ، وعين في المنصب المؤثر، قائد الحرس الملكي تحت إدارة الإمبراطور أناستاسيوس الأول. لم يُسجل أي أطفال ناجين من زواجه مع لوبتشينا. طبقًا للمؤرخ المعاصر بروكوبيوس القيسراني، كانت لوبتشينا أمة بربرية، وكانت سكينة جستين دون زواج لفترة قبل زواجهما. 

## جستين الأول إمبراطورًا
رسّخ جستين الأول أقدامه في المنصب باغتيال المعارضين المحتملين، خاصة مؤيدو أناستاسيوس المناهضين للخلقيدونية. أُعدم كل من أمانتيوس وثيوقراطيس بعد الانتخاب بتسعة أيام. أحاط جستين نفسه بمستشارين من الثقات، نظرًا لجهله بشئون إدارة الدولة. كان ابن أخته فلافيوس بتروس ساباتيوس أبرز هؤلاء المستشارين، إذ تبناه الإمبراطور ومنحه اسم جستينيان. 

### السياسة الخارجية
سعى جستين إلى إقامة علاقات طيبة مع الدول المجاورة للإمبراطورية، وتجنب الحرب معهم حتى نهاية فترة حكمه. 
اتفق أناستاسيوس مع ثيودوريك العظيم ملك إيطاليا من القوط الشرقيين، على توليه حكم إيطاليا بصفته نائبًا عن أناستاسيوس. حافظ ذلك على وجود إيطاليا كجزء من الإمبراطورية، وحيَّد جارًا خطيرًا كإيطاليا. ناسب هذا الاتفاق ثيودوريك، فقد كان القوط الشرقيون أقلية أرستقراطية في إيطاليا، فساعد ترحيب القسطنطينية بهم على تصالح الأغلبية مع حكمهم. اختلطت مشاعر أغلبية الإيطاليين تجاه الإمبراطورية، فقد كان أناستاسيوس تابعًا للعقيدة المونوفيزية، بينما كانوا تابعين للعقيدة الخلقيدونية. كان القوط تابعين للعقيدة الآريوسية، ويرون كلا الفرقتين حفنة من المهرطقين. ومع الإمبراطور الخلقيدوني على العرش، والبابوية في إيطاليا، صار الوضع مزعزعًا. كانت العلاقات ودية مبدئيًا. اختير صهر ثيودوريك، أوتريك، قنصلًا في القسطنطينية في عام 519، وثبتت وراثته لعرش ثوردوريك. مات أوتريك في عام 522، وصارت سياسات جستين في ذلك الوقت معادية للآريوسية، بتأثير جستينيان. مات ثيودوريك في عام 526، وترك ابن أوتريك ذا العاشرة من عمره أتالاريك وريثًا للعرش. 
أسست عدد من المبادرات بخصوص الدول المجاورة على دوافع دينية، وطورها جستينيان بعد ما حظى بمزيد من النفوذ في نهاية حكم جستين. تشجع الملك كالب من مملكة أكسوم على التوسُّع بعنف، بتأثير جستين. يشير المؤرخ المعاصر جون مالالاس إلى أن التجار البيزنطيين سُرقوا وقُتلوا على يد الملك اليهودي في جنوب مملكة حمير العربية، ما دفع كالب إلى الادعاء «بأنه تصرف بحماقة وأسفرت تصرفاته عن قتل التجار من الإمبراطورية الرومانية المسيحية، وتلك الخسارة تخصه شخصيًا وتخص المملكة ككل». كانت مملكة حمير دولة عميلة للفرس الساسانيين، الأعداء الدائميين للبيزنطيين. شن كالب غزوة على مملكة حمير، وأقسم على تنصيرها إذا نجح، وذلك في عام 523. رأى جستين في اليمن الحالية دولة تدين بالولاء للمسيحية بدلًا من خضوعها للحكم الساساني.
مثلت مناطق عديدة على الحدود بين الإمبراطورية البيزنطية ومنطقة فارس الساسانية مواقع نزاع بين القوتين. كانت مملكة إيبيريا الجورجية خاضعه للحكم الساساني، ولكنها كانت مسيحية. أُرسل الأساقفة الإيبيريين إلى أنطاكية في الإمبراطورية البيزنطية كي ينالوا القداسة. تشجع فاختانغ الأول ملك إيبيريا على الحرب مع الساسانيين. كان «مسيحيًا متحمسًا»، وكانت سياساته الدينية «جزءًا من أهدافه الاستراتيجية الأوسع». هُزم بعد صراع طويل وضُمت إيبيريا لتكون مقاطعة ساسانية في عام 522.
كانت لازيكا من دول الجوار الأخرى، وكانت مسيحية، ولكنها وقعت في المحيط الساساني. كان ملكها، زاث، يطمح في تقليص النفوذ الساساني. ذهب في عام 521 أو 522 إلى القسطنطينية للحصول على شارات شرف وأحزمة ملكية من جستين وإعلان ولائه. عُمَّد مسيحيًا وتزوج من امرأة من شريفات البيزنطيين، فاليريا. عاد إلى لازيكا بعد تجديد ثقة الإمبراطور البيزنطي في ملكه. حاول الساسانيون استعادة السيطرة بعد وفاة جستين بفترة وجيزة، ولكنهم هُزموا بمساعدة من خليفة جستين. 
حاول الإمبراطور الساساني قباد بن فيروز التقرب من جستين ليطلب منه تبني ابنه الأصغر كسرى الأول رسميًا؛ لكي يؤمن له خلافته في العرش بدلًا من إخوته الذين يكبرونه سنًا. وافق جستين على الطلب، ولكنه كان على وعي بأنه بلا أولاد، وبالتالي فإن تبني طفلًا فارسيًا سيعرضه للمطالبة بحقه في العرش البيزنطي، فعرض جستين تبنيه وفقًا للتقاليد البربرية. شعر الفارسيون بالإهانة وكفوا عن المفاوضات. أغار البيزنطيون على آرمينيا الفارسية في عام 526 بدفع من جستينيان. حظي جستينيان بنفوذ بعد شيخوخة خاله. كانت المجموعات المغيرة بقيادة القادة العسكريين لجستينيان مثل سيتاس وبيليساريوس. لم تحقق الغارات العسكرية انتصارات ملموسة تزيد على التصريح بنوايا.

### الدين
عُرف حكم جستين الأول بالحلول التي قدمها للانشقاق الأكياني بين الفرعين الشرقي والغربي للكنيسة المسيحية. دعى جستين البابا هرمزيدا للقسطنطينية للتفاوض. أرسل جستينيان دعوة مماثلة، منفصلة، يُقال أنها أقرب من الاستدعاء. أرسل هرمزيدا وفدًا إلى القسطنطينية، مشددًا عليهم بأن يعرضوا الموقف الأرثوذكسي دون تفاوض. دعم جستين رؤى روما حول سؤال الطبيعة المزدوجة للمسيح، في سياسة أسس لها الإمبراطور المستقبلي جستينيان. وفي 28 مارس عام 519، وافق البطريرك جون الثاني على صياغة البابا هرمزيدا، وكان ذلك بمثابة نهاية للانشقاق الأكياني على مرأى ومسمع من جمع مهيب.